# 馬蘭哲省
马兰热省（葡萄牙語：Província de Malanje）位於安哥拉北部，與比耶省、北廣薩省、南廣薩省、北倫達省、南倫達省、威熱省等省份及剛果民主共和國相鄰。